# دومانین (ناحیه هودونین)
دومانین (به چکی: Domanín) یک منطقهٔ مسکونی در جمهوری چک است که در ناحیه هودونین واقع شده‌است. دومانین ۷٫۰۱ کیلومتر مربع مساحت و ۹۹۶ نفر جمعیت دارد و ۲۳۸ متر بالاتر از سطح دریا واقع شده‌است.